# Буке (Болоња)
Буке је насеље у Италији у округу Болоња, региону Емилија-Ромања.
Према процени из 2011. у насељу је живело 35 становника. Насеље се налази на надморској висини од 22 м.